# 和县
和县位于中国安徽省东部、长江下游西北岸，是马鞍山市下辖的一个县。区域总面积为1318.6平方公里，常住总人口約41.09万人。县人民政府驻历阳镇。

## 历史
秦朝始皇帝元年，置历阳县，因“县南有历水”得名，属九江郡；東漢時，為揚州刺史部的治所。北齐时，始置和州，历阳县为其州治。隋朝时，改属历阳郡。唐朝进，与乌江、含山两县同属和州。历史上，西楚霸王项羽曾在乌江自刎身亡。
1912年改和县。1965年属巢湖专区；2011年8月22日由巢湖市划归马鞍山市。

位于和县最南部的沈巷镇在2011年巢湖行政区划调整后划入芜湖市。1980、1981年在陶店汪家山龙潭洞，发现1个近乎完整的头盖骨、2块头骨碎片，1块破碎的下颌骨、9枚零星的牙齿，曾震惊世界，后称“和县猿人”。

## 人口
根據第七次人口普查數據，截至2020年11月1日零時，和縣常住人口為410899人。

## 地理
和县地处东经118°04′29″～118°29′52″，北纬31°50′31″～31°50′46″。
和县南北长，东西窄，南北长约69公里，东西宽约18.8公里，地势由西北向东南倾斜。南部、沿江一带地势较为平坦，为长江冲积平原，沟河港汊纵横交错，水库、坑塘星罗棋布。沿江平原圩区面积占57.7%，圩田最低海拔7.3米。西北部多为波状起伏的丘陵、岗地，耕地面积约占48%，最高315米（如方山）。境内有牛屯河、姥下河、太阳河、得胜河、石跋河，另有滁河为北界河。

## 行政区划
和县下辖9个镇：
历阳镇、白桥镇、姥桥镇、功桥镇、西埠镇、香泉镇、乌江镇、善厚镇、石杨镇和安徽和县经济开发区。

## 交通
- 347国道过境。

## 特产
和县黄金瓜：中国地理标志产品。

## 媒體關聯
在多啦A夢劇場版哆啦A夢大長篇 。大雄的日本誕生故事裡，日本的部分遠古移民，在七萬年前的冰河時期，因為陸連，通過路橋來自和縣。